# 福清話
福清話（平話字：Hók-chiăng-uâ，實際讀音：/huʔ˥ tsʰiaŋ˥˥ ŋuɑ˦˨/）是使用在福建東部沿海的一種閩語，屬閩語閩東片裡的侯官小片。福清話保留不少中古乃至上古的漢字讀音和詞彙，音韻系統有著豐富多樣的變化。福清話內部有一些差別，但學界均以福清城區的融城話作為福清話的代表。雖然福清話在聽感上和福州市區的福州話明顯不同，但是兩者在音韻、詞彙以及文法等方面大同小異，兩者同屬福州方言的範疇。
福清話隨著移民流播到海外，成為在海外比較有影響力的漢語之一。

## 語言系屬
福清話是福州方言的一個地方話，它同福州十邑其它縣市的地方話是共源且平行的關係，都擁有閩語閩東片及福州方言所特有的語言特徵，在音韻、詞彙和文法上僅有少量的差異。福清話的使用者同周邊縣市說福州方言的人經過一段時間的適應後，多數可以用各自的地方話交流。

## 使用範圍及現狀
福建省的平潭縣全境和福清市大部分鄉鎮都使用福清話（福清市西北部的一都鎮說永泰話，南部新厝鎮大部分鄉村以及江陰鎮部分鄉村說莆田話）。另外，長樂市南部松下鎮的松下村也使用福清話。近現代不少福清人向海外移民，福清話也傳播到了印尼、马来西亚、新加坡、日本和美國等国家。
由於中國的語言政策規定普通話是課堂用語 （页面存档备份，存于），學生們在課堂上難以學得本地話的漢字讀音。現在福清的年輕人對漢字的福清話讀音不甚熟練，已不能流利準確的用福清話讀完一篇短文。
2003年，北京電影學院學生翁首鳴在福建拍攝了十八分鐘的DV短片《茉莉花海灣》，全片僅有少量普通話，演員對白均以福清話為主， （页面存档备份，存于）成為一部少見的福清話影片。近年來，中國網路盛行歌曲翻唱，一些網民在網上發佈了不少用福清話的翻唱的歌曲。在平潭縣也有部分公交車採用了普通話、福清話的雙語報站。
隨著中國各地方電視臺紛紛開播本地話的電視節目，福清廣播電視局也開始策劃製作福清話電視節目，並於2009年9月8日在其網站張貼公告，招聘福清話節目的播音主持人，但福清話電視節目一直未開播。

## 內部差異
按照音韻系統的差異，福清話可以分做三個小片：
融城片　包括玉屏街道、龍山街道、龍江街道、音西街道、宏路街道、石竹街道、陽下街道、東張鎮、鏡洋鎮、漁溪鎮、上逕鎮、海口鎮、城頭鎮、南嶺鎮、龍田鎮、江鏡鎮和新厝鎮的部分鄉村。該片的音韻特徵是：有寬窄韻現象，秋韻和燒韻趨向合併。原融城鎮（今玉屏街道）的融城話也有新舊派之分。在韻母體系上，部分韻母在新派口音中已合併，而在舊派口音中則依然保持對立。在變調上，舊派口音中，部分聲調的變調規則有別於周邊的鄉鎮，自成一派，新派的變調規則已完全趨同於周邊的鄉鎮。
高山片　包括港頭鎮、三山鎮、沙埔鎮、高山鎮和東瀚鎮五個鎮。該片的音韻特徵是：寬窄韻現象不明顯，秋韻和燒韻保持對立。
江陰片　僅有江陰鎮。該片的音韻特徵是：部分濁聲母入聲字在上述兩片脫落喉塞韻尾，而該片則沒有脫落喉塞韻尾，例如「藥」在融城片讀  [yo53]，江陰話則讀 [yoʔ55]。 
雖然三片存在差別，但相互之間可以同話。融城片原融城鎮的融城話（今玉屏街道）在全縣都可以通行。

## 音韻
福清話有十五個聲母，四十六個韻母及七個聲調，大體上同福州方言韻書《戚林八音》中的音系相近。

### 聲母
包括零聲母在內，福清話有十五聲母，即所謂的十五音。在口語音變中會出現兩個濁聲母 [β] 和 [ʒ] 。
|        |          | 雙唇音      | 齒齦音        | 齒間音     | 邊音       | 軟齶音      | 喉音          |
| ------ | -------- | ----------- | ------------- | ---------- | ---------- | ----------- | ------------- |
| 塞音   | 無氣清音 | [p] 邊 (b)  | [t] 低 (d)    |            |            | [k] 求 (g)  | [ʔ] 鶯        |
| 塞音   | 有氣清音 | [pʰ] 波 (p) | [tʰ] 他 (t)   |            |            | [kʰ] 氣 (k) |               |
| 鼻音   | 鼻音     | [m] 蒙 (m)  | [n] 日 (n)    |            |            | [ŋ] 語 (ng) |               |
| 擦音   | 清音     |             |               | [θ] 時 (s) |            |             | [h] 非/喜 (h) |
| 擦音   | 濁音     | [β]         | [ʒ]           |            |            |             |               |
| 塞擦音 | 無氣清音 |             | [ts] 曾 (c)   |            |            |             |               |
| 塞擦音 | 有氣清音 |             | [tsʰ] 出 (ch) |            |            |             |               |
| 邊通音 | 邊通音   |             |               |            | [l] 柳 (l) |             |               |

（漢字為戚林八音中的聲母代表字，拉丁字母為該聲母在平話字中的寫法）
[θ]為齒間清擦音，有些人讀為 [s]。
[ts]、[tsʰ]和[s]在撮口呼韻母前（[y]、 [yo/yɔ]、 [yoŋ/yɔŋ]、[yoʔ/yɔʔ]）會顎化為[tɕ]、[tɕʰ]、[ɕ]。

### 韻母
據1993年馮愛珍《福清方言研究》，包括自成韻母的聲母 [ŋ] 在內，福清話共有四十六個韻母。除 [ŋ] 和 [iau] 之外，每個韻母都有寬韻及窄韻之分。如果寬韻及窄韻分開算，則有87個。
|        | 陰聲韻                | 陰聲韻              | 陽聲韻                | 入聲韻              |
|        | 母音韻尾              | 介音韻尾            | 鼻音韻尾              | 入声韻尾            |
| ------ | --------------------- | ------------------- | --------------------- | ------------------- |
| 開口呼 | [a/ɑ] 嘉 (a, ah)      | [au/ɑu] 郊 (au)     | [aŋ/ɑŋ] 山 (ang)      | [aʔ/ɑʔ] 山 (ak)     |
| 開口呼 | [ai/ɑi] 開 (ai)       |                     |                       |                     |
| 開口呼 | [o/ɔ] 歌 (o̤, o̤h)      | [oi/ɔi] 催 (oi/o̤i)  | [oŋ/ɔŋ] 釭 (ong/aung) | [oʔ/ɔʔ] 釭 (ok/auk) |
| 開口呼 | [ɛ/æ] 西 (a̤)          | [eu/ɛu] 溝(eu)      | [ɛŋ/æŋ] 燈 (eng/aing) | [ɛʔ/æʔ] 燈 (ek/aik) |
| 開口呼 | [ø/œ] 初 (e̤/ae̤)       |                     | [øŋ/œŋ] 東 (e̤ng/ae̤ng) | [øʔ/œʔ] 東 (e̤k/ae̤k) |
| 開口呼 |                       | [ŋ] 伓 (ng)         |                       |                     |
| 齊齒呼 | [ia/iɑ] 奇 (ia, iah)  | [iau] -- (--)       | [iaŋ/iɑŋ] 聲 (iang)   | [iaʔ/iɑʔ] 聲 (iak)  |
| 齊齒呼 | [i/e] 之 (i/e, ih/eh) | [iu/ieu] 秋 (iu/eu) | [iŋ/eŋ] 賓 (ing/eng)  | [iʔ/eʔ] 賓 (ik/ek)  |
| 齊齒呼 | [ie/iɛ] 雞 (ie)       | [ieu/iɐu] 燒 (ieu)  | [ieŋ/iɛŋ] 天 (ieng)   | [ieʔ/iɛʔ] 天 (iek)  |
| 合口呼 | [u/o] 孤 (u/o)        | [ui/uoi] 輝 (ui/oi) | [uŋ/oŋ] 春 (ung/ong)  | [uʔ/oʔ] 春 (uk/ok)  |
| 合口呼 | [ua/uɑ] 花 (ua, uah)  |                     | [uaŋ/uɑŋ] 歡 (uang)   | [uaʔ/uɑʔ] 歡 (uak)  |
| 合口呼 | [uo/uɔ] 過 (uo, uoh)  | [uoi/uɐi] 杯 (uoi)  | [uoŋ/uɔŋ] 光 (uong)   | [uoʔ/uɔʔ] 光 (uok)  |
| 撮口呼 | [y/ø] 須 (ṳ/e̤ṳ)       |                     | [yŋ/øŋ] 銀 (ṳng/e̤ṳng) | [yʔ/øʔ]銀 (ṳk/e̤ṳk)  |
| 撮口呼 | [yo/yɔ] 橋 (io, ioh)  |                     | [yoŋ/yɔŋ] 香 (iong)   | [yoʔ/yɔʔ] 香 (iok)  |

（斜線之前的韻母為窄韻母，之後的韻母為寬韻母。漢字為《戚林八音》的韻部代表字，在《戚林八音》中入聲韻歸入相對陽聲韻部中，故入聲韻的韻部代表字同於陽聲韻的韻部代表字。括號內的拉丁字母為該韻母在平話字中的對應寫法。）
韻母 [iau] 僅有一個音 [ŋiau] ，不見於韻書《戚林八音》，平話字也未為該韻設置拼寫方法。
在新派融城話中，韻母 [iu/ieu] 已混入韻母 [ieu/iɐu] 中不能區分。
在新派融城話中，韻母 [ui/uoi] 已混入韻母 [uoi/uɐi] 中不能區分。
韻母 [ŋ] 在新派融城話中讀為  [iŋ]，有些資料未將其列入韻母表中。

### 聲調
福清話有七個聲調，「平」、「去」、「入」各分陰陽。七個聲調的名稱及順序依傳統韻書《戚林八音》的記載排列如下表：
| 傳統               | 上平    | 上聲    | 上去    | 上入     | 下平    | 下去    | 下入    |
| 通用               | 陰平    | 上聲    | 陰去    | 陰入     | 陽平    | 陽去    | 陽入    |
| 調值               | ˥˧ (53) | ˧˨ (32) | ˨˩ (21) | ʔ˩˨ (ʔ2) | ˥˥ (55) | ˦˨ (42) | ʔ˥ (ʔ5) |
| 平話字 （以a為例） | ă       | ā       | á       | ák       | à       | â       | ăk      |

陰平調的降勢最強，陽去調雖然也是高降調，但是降勢並不明顯。
此外，福清話在口語中還有輕聲，在變調中會產生一個中昇調（[˧˥ (35)]）的新調型。

### 韻變現象
韻變現象，又謂「寬窄韻現象」（也叫「鬆、緊韻現象」或「本韻、變韻現象」）是福州方言的一種音韻現象，多數福州十邑縣市的地方話都有這種現象，但諸如古田話和羅源話等地方話則沒有此種現象。福清話同福州市區的福州話一樣，也有這種音韻現象。
原本韻書《戚林八音》中每個韻部下的韻母拼各個聲調時，韻腹都不會變，但在福清話中，韻母拼兩個「去聲」和「陰入」這3個聲調的時候，韻腹變成另外一個母音（這個時候的韻母稱作「寬韻」），而拼兩個「平聲」、「上聲」以及「陽入」四個聲調的時候，韻腹則不會（這個時候的韻母就叫「窄韻」）。在福清話中，除了 [ŋ] 和 [iau] 之外，所有的韻母都有寬窄韻兩種形式。
以韻書《戚林八音》中的「春」韻部為例，該韻部下有兩個韻母 [uŋ] 和 [uk]。在古田話中，這兩個韻母拼任何一個聲調時，韻腹都保持不變，均是 [u]。但在福清話中， [uŋ] 拼「陰去」和「陽去」兩個聲調時，變成了寬韻 [oŋ]，韻腹從 [u] 轉為 [o]。同樣的，[uʔ] 拼「上入」時，變成了寬韻 [oʔ] ，韻腹也發生了改變。
| 調名   | 陰平 | 上聲 | 陰去 | 陰入 | 陽平 | 陽去 | 陽入 |
| 漢字   | 東   | 董   | 噸   | 督   | 同   | 燉   | 獨   |
| 福清話 | tuŋ  | tuŋ  | toŋ  | toʔ  | tuŋ  | toŋ  | tuʔ  |
| 古田話 | tuŋ  | tuŋ  | tuŋ  | tuk  | tuŋ  | tuŋ  | tuk  |

在福清話裡，寬韻母的韻腹母音總比窄韻的韻腹母音開一度（或曰低一度）。譬如「知」讀 [ti]，韻母是窄韻，韻腹是閉元音 [i]。同韻部不同調（陽去）的「地」則讀為 [te]，韻母是寬韻，韻腹是半閉元音 [e]，比窄韻的 [i] 開了一度。所有的窄韻都是按這個規則變成寬韻的：

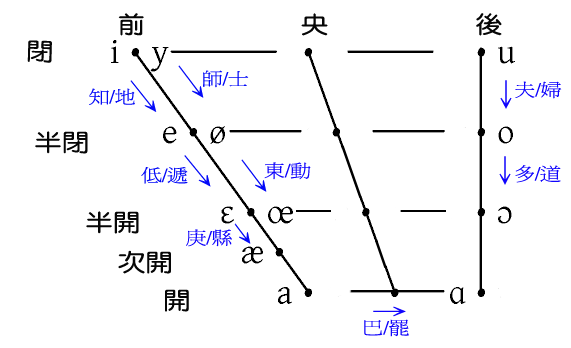
寬窄韻韻腹變化圖

師 θy　－　士 θø
低 te　－　遞 tɛ
東 tøŋ　－　動 tœŋ
庚 kɛŋ　－　縣 kæŋ
夫 hu　－　婦 ho
多 to　－　道 tɔ
巴 pa　－　罷 pɑ

## 音變
福清話有豐富多樣的音變現象，漢字讀音在一定的條件下會發生聲母、韻母及聲調的變化，以「兄弟哥（兄弟）」這個詞為例：
兄 hiaŋ˥˧
弟 tiɛ˦˨
哥 ko˥˧
兄弟哥 hiaŋ˥˥ nie˥˥ o˥˧ 
在「兄弟哥」一詞中，「兄」的聲調都發生了改變，「哥」的聲母脫落，而「弟」的聲韻調則全都變了。詞彙或語意群內部，聲、韻、調這三者經常同時生變。在福清話口語中這類情況很常見，但在漢語中卻是少見的。

### 聲母類化
福清話口語中，詞彙內漢字的聲母在一定的條件下會發生變化，近現代第一本詳細研究福州話音韻的著述《閩音研究》在介紹這種變化時，提出了「聲母類化」這個術語，後來該術語被沿用至今。。福清話僅有的兩個濁聲母就是在聲母類化中產生的。
福清話的聲母類化現象發生在多字詞彙（字數為兩個或兩個以上）及語意群內。一般情況下，詞彙或語意群內，除首字之外，其後面的所有漢字都會發生聲母類化。後字聲母若是鼻音或 [l] ，則不發生聲母類化。
發生聲母類化的漢字稱為「後字」，在其前面的漢字稱做「前字」。福清話的聲母類化有三類型：「濁化」、「鼻音化」及「脫落」。前字的韻母決定後字聲母發生類化的類型。
| 前字韻母類型 | 後字聲母變化類型 | 語例                                         |
| 入聲韻       | 不變             | hoʔ tsʰiaŋ > huʔ tsʰiaŋ (福清)               |
| 陽聲韻       | 鼻音化           | hiaŋ tiɛ > hiaŋ niɛ (兄弟)                   |
| 陰聲韻       | 濁化 或脫落      | θɛ pœʔ > θɛ βœʔ (西北) ŋo kæŋ > ŋu æŋ (五縣) |

後字聲母轉化成何種濁聲母（或鼻聲母）或者脫落，都取決於該聲母的發音部位。
| 聲母發音部位 | 同類聲母    | 例字      | 鼻音化           | 濁化                  | 脫落         |
| 唇           | p, pʰ       | 臂 [piɛ]  | kieŋ miɛ (肩臂)  | tsʰiu βiɛ (手臂)      | --           |
| 喉           | k, kʰ, h, ʔ | 學 [hoʔ]  | θoŋ ŋoʔ (算學)   | --                    | θu oʔ (數學) |
| 齒（甲）     | t, tʰ, θ    | 頭 [tʰau] | tsieŋ nau (枕頭) | ŋia lau (額頭)        | --           |
| 齒（乙）     | ts, tsʰ     | 蔗 [tsiɑ] | kaŋ niɑ (甘蔗)   | huʔ tsiu ʒiɑ (福州蔗) | --           |

齒甲濁化後的聲母並不是標準的  [l] ，舌頭微捲。

### 聲調變化
同大多數南方漢語一樣 ，福清話口語中也存在著聲調變化。福清話聲調變化現象有一整套的規律可循，但依然很複雜，同一個聲調在不同的聲調前往往會有不同的變化。以陽入調為例，它在陰去調之前變作 ˩˩ (11) ，在上聲前變作 ˥˥ (55) ，在陰入調前又變作 ˨˩ (21) 。
| 原字 | 後字聲調 | 變調後的調值 | 詞例                 |
| θiʔ˥ | 陰去     | ˩˩ (11)      | θiʔ˩˩ tsiɛ˨˩ (實際)  |
| θiʔ˥ | 上聲     | ˥˥ (55)      | θiʔ˥˥ tsieŋ˧˨ (實踐) |
| θiʔ˥ | 陰入     | ˨˩ (21)      | θiʔ˨˩ tseʔ˩˨ (實質)  |

在福州方言多數地方話裡，詞彙末字的聲調是不發生變化，但福清話則不然，在某些情況下，詞彙末字會發生變調。
小： θieu˧˨
禮：lɛ˧˨
小禮： θieu˨˩ lɛ˥˧
綠：luo˥˧
色：θæʔ˩˨
綠色：luo˨˩ θæʔ˨˩
除了雙字詞彙之外，三字詞也會發生聲調變化。
福：hoʔ˩˨
清：tsʰiaŋ˥˧
話：uɑ˦˨
福清話：huʔ˥ tsʰiaŋ˥˥ ŋuɑ˦˨

### 韻母變化
多字詞彙（兩個及兩個以上）或語意群內的漢字，若讀去聲（即陰去調與陽去調）或陰入，其韻母會發生變化，但若是末字則會不變化。韻母變化現象同寬窄韻緊密相關，因為這三個聲調的漢字其韻母為寬韻，變韻的時候，只要將寬韻變成對應的窄韻即可。
|        | 首字     | 中字        | 末字      | 詞彙            |
| 福清音 | hoʔ (福) | tsʰiaŋ (清) | kæŋ (縣)  | huʔ tsʰiaŋ ŋæŋ  |
| 古田音 | huk (福) | tsʰiaŋ (清) | keiŋ (縣) | huk tsʰiaŋ ŋeiŋ |

「清」讀陰平調，韻母是窄韻，因此它雖然位於詞彙內，但韻母沒有變化。「福」讀陰入調，「縣」讀陽去調，兩個字的韻母都是寬韻，「福」處在詞彙內，韻母發生變化，「縣」是詞彙末字，韻母不發生變化。

## 漢字讀音
福清話的漢字系統已經沒有濁音，鼻韻尾及入聲韻尾也僅存一套，但福清話還是保留了很多古漢語的讀音，此外福清話入聲字的面貌與中古漢語大體相當，僅有白讀層次的已消失入聲。

### 概述
古漢語有不少濁音，這些濁音尚保留在蘇州話等吳語中，但在福清話裡早已全部清化，變成了清聲母。
| 漢字   | 朋    | 豆    | 近     | 絕      | 紅    | 解   |
| 蘇州音 | [bã]  | [dɤ]  | [dʑin] | [ziəʔ]  | [ɦoŋ] | [ɡɑ] |
| 福清音 | [pɛŋ] | [tɑu] | [køŋ]  | [tsuoʔ] | [huŋ] | [kɛ] |

福清話也有兩個濁音，但是它們是在口語流中產生的，不被列入聲母體系中。
古漢語中的疑母字在今日多數漢語中都沒有完整的保存下來。在普通話中，聲母 [ŋ] 全部脫落，個別字還混入聲母 [n] 中（例如：牛、虐、擬等字）。在吳語、粵語和客家話中，聲母 [ŋ] 拼細音時，或是脫落（和影母相混）或是變為其它聲母。但在福清話中，疑母字不論拼細音還是拼洪音，聲母均是 [ŋ]，僅有個別字變讀為 [m]。在部分北方漢語以及粵語中，洪音的影母字會自動增加一個聲母 [ŋ]（例如安讀為 [ŋan] ），但在福清話中，影母均讀零聲母。
| 漢字   | 牙 | 礙  | 餓 | 嶽  | 我  | 誤  | 疑 | 逆  | 魚 | 虐   | 銀  | 瓦  |
| 福清音 | ŋa | ŋɑi | ŋɔ | ŋoʔ | ŋua | ŋuɔ | ŋi | ŋiʔ | ŋy | ŋyoʔ | ŋyŋ | muɑ |
| 廣州音 | ŋa | ŋɔi | ŋɔ | ŋɔk | ŋɔ  | ŋ̍   | ji | jik | jy | jœk  | ŋɐn | ŋa  |

古漢語非組字在福清話中不讀 [f]，而讀 [p]、 [pʰ]或 [h]。例如：「發」讀  [puɔʔ]、「蜂」讀  [pʰuŋ]、「非」讀 [hi]。
古漢語知組字在福清話讀 [t]或 [tʰ]，不讀捲舌音。例如：「知」讀  [ti]、「竹」讀  [tøʔ]、「重」讀  [tʰyŋ]。
古漢語的三套鼻韻尾在福清話中已全部併入鼻韻尾 [ŋ]。古漢語的三套入聲韻尾在福清話也併入舌根塞韻尾 [k]，繼而弱化成喉塞韻尾 [ʔ]。
| 韻尾   | -m    | -n     | -ng    | -p     | -t     | -k    |
| 漢字   | 南    | 電     | 驚     | 帖     | 雪     | 腹    |
| 周寧音 | [nan] | [tin]  | [kiɛŋ] | [tʰɛk] | [θut]  | [pok] |
| 寧德音 | [nam] | [tiŋ]  | [kiaŋ] | [tʰɛp] | [suk]  | [pok] |
| 福清音 | [naŋ] | [tiɛŋ] | [kiaŋ] | [tʰæʔ] | [θuɔʔ] | [poʔ] |

福清話只有一個上聲，即「陰上」。古音的全濁「陽上」已混入「陽去」，次濁陽上調的漢字文讀是「陰上」調，白讀是「陽上」調，例如「老 [lo32 / lɑu42] 」、「雨 [y32 / huɔ42]」、「有 [iu32 / ou42]」等。
韻書《戚林八音》中陰聲韻部下（花、嘉、歌、之、過、橋、奇等韻部）設有入聲韻，這些韻在福清話裡面全部脫落喉塞韻尾，混入「陰去」或「陽平」（在福州話中依然讀「入聲」）。這些韻部的讀音都是入聲字的白讀音，入聲字的文讀音依然讀入聲韻，即福清話漢字白讀音系統中已無入聲，而漢字文讀音系統仍然保留入聲。
| 漢字         | 畫   | 隔    | 索    | 挃   | 曲      | 石    | 糴    |
| 福清音(白讀) | ua˥˧ | kɑ˨˩  | θɔ˨˩  | ti˥˧ | kʰuɔ˨˩  | θyo˥˧ | tia˥˧ |
| 福州音(白讀) | uaʔ˥ | kɑʔ˨˦ | sɔʔ˨˦ | tiʔ˥ | kʰuɔʔ˨˦ | suoʔ˥ | tieʔ˥ |

### 文白異讀
福清話有豐富的文白異讀現象，聲母、韻母及聲調均有。福清話的文白異讀現象可以分為七種類型：
聲母存在異讀：富（[po˨˩] / [ho˨˩]）
韻母存在異讀：清（[tsʰiaŋ˥˧] / [tsʰiŋ˥˧]）
聲調存在異讀：利（[le˨˩] / [le˦˨]）
聲母和韻母異讀：夫（[puo˥˧] / [hu˥˧]）
聲母和聲調異讀：遠（[huɔŋ˦˨] / [uoŋ˧˨]）
韻母和聲調異讀：兩（[lɑŋ˦˨] / [lyoŋ˧˨]）
聲韻調均異讀：網（[mœŋ˦˨] / [uoŋ˧˨]）
漢字若有文白兩類讀音，一般要用文音讀，而口語詞則要用白讀，兩者不能錯用。白讀主要集中在口語常用的字詞、主要姓氏、本地地名中。例如常用動詞「聽」在口語中唸作 [tʰiaŋ˥˧]，姓氏「劉」唸做  [lau˦˦]，「清」在福州十邑內的「閩清」和「福清」兩個地名中唸  [tsʰiaŋ˥˧]，在十邑外的地名「清流縣」中讀文音。文音主要在讀書或詩詞時候使用，有些漢字的文音只用在詩詞中。另外，新詞一般也用文音來讀。

## 詞彙
福清歷史上經歷多次移民，各歷史時期及各地的移民帶來詞彙疊加在一起，使得福清話的詞彙體系有多種層次及多方面的來源。福清話詞彙底層是古閩越語，今日福清話中有一些古閩越詞的沉積，這些詞在口語很常用，多數沒有漢字可寫。
上古詞有兩類，第一類是三國時期遷閩的吳人和楚人帶來的古吳語（古江東話）或古楚語詞彙，這類詞彙有的已在今日的吳地和楚地消失，但卻在閩語中得以保留。第二類上古詞彙是魏晉以前遷閩的中原移民帶來的。上古詞在口語中也很常用。中古漢語詞彙既有福州方言定型時期的唐五代中原漢語詞彙，亦有後來的宋代中原漢語詞彙 。
| 層次     | 來源     | 福清音   | 漢字寫法               | 含義                         | 註釋                                                                 |
| 閩越底層 | 古越語   | ŋɔŋ˦˨    | 一般寫作「戇」或「歞」 | 傻                           | 武鳴壯語為 ŋɔŋ                                                       |
| 閩越底層 | 古越語   | loʔ˩˨    | --                     | 脫落                         | 武鳴壯語為 lo:t                                                      |
| 閩越底層 | 古越語   | piŋ˧˨    | 箳                     | 竹編床板。用於「竹箳」一詞。 | 武鳴壯語為 pin                                                       |
| 上古漢語 | 古吳語   | pʰieu˥˧  | 薸                     | 浮萍。                       | 《揚子．方言》江東謂浮萍為薸。                                       |
| 上古漢語 | 古吳語   | uoŋ˧˨    |                        | 袖子                         | 《集韻》委遠切，音宛。《玉篇》襪也。又《方言．郭註》江東呼衣褾曰䘼。 |
| 上古漢語 | 古吳語   | kie˦˦    | 鮭                     | 鹽醃製的小魚                 | 《集韻》戸佳切……，吳人謂魚菜總稱。                                   |
| 上古漢語 | 古楚語   | θyo˥˧    | 蜀                     | 數詞「一」                   | 《方言》（揚雄所著），卷十二：一，蜀也，南楚謂之蜀。                 |
| 上古漢語 | 古楚語   | tsʰeŋ˨˩  |                        | 冷                           | 《說文》冷寒也。楚人謂冷曰㵾。                                       |
| 上古漢語 | 古楚語   | tsʰa˥˧   | 瘥                     | 病情好轉                     | 《玉篇》疾愈也。《方言》，卷三：南楚病癒者謂之差。（後作「瘥」）     |
| 上古漢語 | 中原漢語 | tiaŋ˧˨   | 鼎                     | 鍋                           |                                                                      |
| 上古漢語 | 中原漢語 | toŋ˥˧    | 湯                     | 熱水                         |                                                                      |
| 上古漢語 | 中原漢語 | tsʰuoi˨˩ | 喙                     | 嘴                           |                                                                      |
| 上古漢語 | 中原漢語 | sɔ˨˩     | 欶                     | 吮吸                         |                                                                      |
| 中古漢語 | 中原漢語 | tyo˥˧    | 著                     | 在                           |                                                                      |
| 中古漢語 | 中原漢語 | ko˨˩     | 故                     | 還、尚                       |                                                                      |
| 中古漢語 | 中原漢語 | tɑu˨˩    | 鬥                     | 競相                         |                                                                      |

近代官話詞彙以新詞或書面語的形式進入福清話，有些詞彙的字音如在福清話不常用，則用本土常用的字音取代，例如「骹踏車(腳踏車)」。在和對外交流中，亦有少量外語譯詞出現在福清話中，例如「加蘇林(gasoline, 石油)」、「馬臘加(Malacca, 馬六甲)」。到了現代，新事物或新概念多直接引用普通話詞彙，即使某些字音不常用，也直接用福清音讀，而不再替換成常用字音，例如「夜校」不說「暝晡校」。

## 文法
福清話同其它漢語族的語言一樣，是孤立語。福清話的句序有三種，詞彙沒有詞型變化，時態通過添加字詞來表達。

### 句序
福清話的句序以「主謂賓」為主，「主賓謂」和「賓主謂」的句序也很常見，但主語從來不會置於謂語之後。
主謂賓：吾會講福清話。　－我會說福清話。
主賓謂：吾飯故未食。　－我還沒吃飯。
賓主謂：《論語》伊有讀過。　－他讀過論語。

### 時態
福清話動詞沒有時態的變化，文句的時態通過時間狀語或時態詞來表達。
現在時和普通話一樣，不需要添加任何時間狀語或「時態詞」。
福清是福州十邑其蜀部份。　－福清是福州十邑的一部份。
過去時一般在用「有（…過）」的句式來表達，亦可以通過添加時間狀語或時態詞來表達。
福清我有去過。　－我去過福清。
本當福清是縣。　－以前，福清是縣。
將來時一般在動詞前添加「卜 [poʔ˩˨]」來表達。
伊正好卜行。　－他正要走。
進行時在動詞前添加「 [lɛ˧˨]」、「着」等時態詞來表達。
我寫字。　－我在寫字。
伊着共朋友講話。　－他正和朋友說話。
完成時一般在動詞後添加時態詞「了」來表達。
飯食了。　－吃過飯了
和其他語言一樣，上述時態在也能按需要組成複合時態。

### 語態
主動語態不需要添加任何字詞，就可以表達。
被動語態一般在動詞前添加「乞」或「共」來實現。
書乞我弟借去了。　－書被我弟弟借去了。
錢共伊使澈了。　－錢被他用光了。
在普通話中，被動態的施動者一般會省略，但在福清話中，施動者是不能省略的，即使施動者不明，亦要加「儂」來補足施動者。
數據被輸入電腦。　－數據乞儂拍遘電腦去。
使動態一般在動詞前添加「吼」或「讓」來實現。
吼伊自家做。　－讓他自己去做。

### 語氣
陳述語氣一般不需要添加任何字詞，就可以表達。
表示命令的祈使語氣在動詞前添加「著」字詞。表示否定的祈使語氣則需要添加「呣」或「呣通」。
汝著共伊講。　－你必須和他說。
呣通共他仈傳。　－不要被他知道。
虛擬語氣則要在動詞前添加「儷[la˦˨]」。
我儷有閒，我就去。　－我若是有空，我就去。

## 研究情況及出版物
福州十邑地區的福州方言研究一般都集中在福州市區的福州話上面，較少關注福州市區之外的其它縣市的語言。福清話不論是音韻還是詞彙文法，它在福州系的語言中都是獨樹一幟，與福州市區的福州話判然有別。福州話業已停用的詞彙、消失的音韻或文法現象在福清話中仍有所保留或反映，因此福清話引起學者們的重視，將之作為研究對象，以幫助並深化福州話的研究，而一些研究閩語或閩東片的論文著作也常會提及福清話。因此，在福州十邑其它縣市的方言研究相對薄弱的情況下，福清話仍有一定的研究成果，並有一定數量的著述出版。
福清的旅外僑胞較多，海外福清人常以鄉音聯繫鄉情，這在一定程度上促進了福清話研學。2004年，新加坡福清會館委託福清市文體局拍攝電視教育片《學講福清話》（共12課），製作光碟出版發行。福清也有人編寫福清話啟蒙讀本《福清話入門》一書，供人學習福清話。 
福清話相關的書籍
- 馮愛珍：《福清方言研究》，北京，社會科學文獻出版社，1993年
- 林秋明、郭成敏：《福清俗語》，香港，中國戲劇出版社，2004年
- 陳則東：《福清方言詞典》香港，中華金孔雀出版集團，2007年（原《福清話八音字典》，此詞典實為「漢字福清音字典」，詞典僅收錄少量福清話詞彙。）
- 鄭衛建、陳則東：《福清方言熟語》，香港，中華金孔雀出版集團，2007年

涉及福清話研究的書籍
- 梁東漢等：第二屆閩方言學術研討會論文集，廣州，暨南大學出版社，1992年：福清話與福州話的入聲(58-64)
- 福清市志編纂委員會：《福清市志》，廈門，廈門大學出版社，1994年：卷三十．方言
- 林寒生：《閩東方言詞彙語法研究》，昆明，雲南大學出版社，2002年
- 包智明、侍冿軍、許德寶：《生成音系學理論及其應用》，北京，中國社會科學出版社，2007年 ：福清話的鼻音節(62-66)、福清話的韻母和聲調(66-73)、福清話唇音的分布(73-77)、福清話的音節結構(89-94)

福清話相關的期刊論文
- 馮愛珍. 福建省福清方言的語音系統. 方言. 1988年4期：287-300
- 馮愛珍. 福清方言聲母與《廣韻》聲母比較. 方言. 1990年2期：109-116
- 馮愛珍. 福清方言韻母與《廣韻》韻母的比較. 方言. 1990年4期：249-261
- 梁玉璋. 福清方言. 福建師範大學學報(哲社版). 1990年2期：84-92
- 馮愛珍. 福清話名詞性後綴囝. 中國語文. 1990年6期：440-444

## 外部連結
- （繁體中文）漢字古今音資料庫（可查福清話單字讀音，現代>閩語>閩東區>福清）
- 福清話節目《講世事》在線觀看 （页面存档备份，存于）